# Кай Франк
Кай Га́бріел Франк (фін. Kaj Gabriel Franck; 9 листопада 1911, Гельсінкі або Виборг — 26 вересня 1989, Гельсінкі) — фінський дизайнер, професор мистецтв (1973—1978), одна з ключових фігур скандинавського дизайну. Очолював відділи художнього дизайну порцелянової фабрики «Arabia» та скляної фабрики «Nuutajarvi». Працював з керамікою, склом, текстилем, проектував меблі. Його стиль відзначається суворою геометричністю, лаконізмом і продуманими колірними рішеннями. Став одним із перших у дизайнерському середовищі, хто виступив за утилізацію відходів та мінімізацію споживання.

## Біографія
Кай Франк народився у німецько-шведській сім'ї (точне місце народження невідоме). У його роду було багато художників, архітекторів та дизайнерів.
У часи навчання в Центральній школі мистецтв та ремесел (сьогодні це Вища школа мистецтв, дизайну та архітектури Університету Аалто) Кай під керівництвом Артту Бруммера спеціалізувався на дизайні меблів. Після закінчення навчання у 1932 році він працював в магазині та паралельно займався ілюструванням каталогів, оформленням вітрин та інтер'єрів, дизайном меблів, розробкою малюнків на тканині.

Кар'єра Франка ще на ранньому етапі, в економічно складні часи, розвивалась досить успішно. Це пов'язано з його талантом художника, високою працьовитістю, дружністю та вмінням знаходити спільну мову з людьми, а також він вмів працювати з різними матеріалами. Серед його замовників була компанія «Артек», для якої він розробив текстильні принти, що мали значну популярність. 

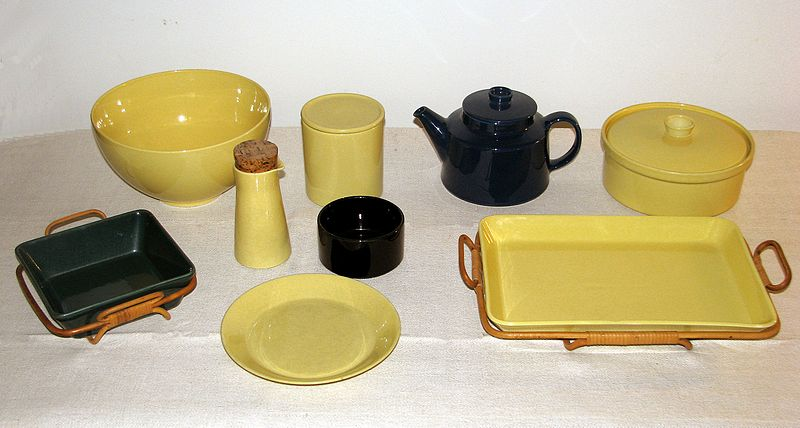
Кухоний сервіз Kilta

В 1945 році — був прийнятий на роботу на керівну посаду у фабрику «Arabia», яка була головним виробником кераміки в Фінляндії. Тут він зміг реалізувати свої ідеї стосовно дизайну посуду.

## Дизайнерські принципи
Працюючи на фабриці «Arabia» в умовах важкої повоєнної кризи, Кай Франк рішуче відмовився від старої концепції великого дорогого цільного обіднього сервізу, яка домінувала в столовому дизайні протягом останніх століть. Як альтернативу він запропонував спиратись на принцип «змішування і припасування», який полягає в тому, що елементи серії посуду:
- по перше, можуть купуватись окремо у відповідності до фінансової спроможності та потреб покупця, який може докупити відсутній елемент протягом довгого часу
- по друге, легко комбінуються за кольором
- по третє, сконструйовані так, щоб їх можна було зберігати в компактному вигляді (можна скласти один в одного).

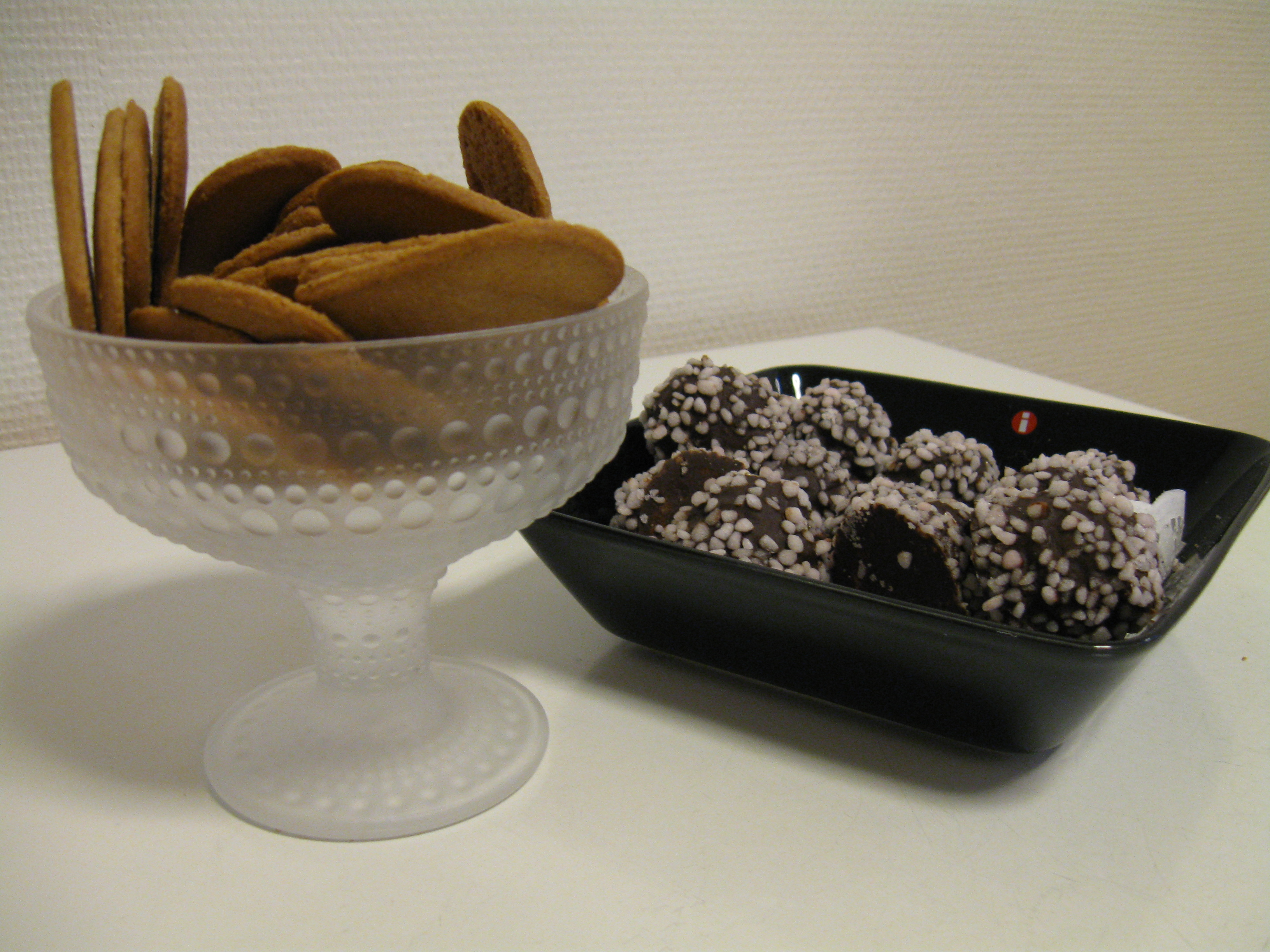
посуд з серії Teema компанії «Iittala»

Франк також відмовився від розпису кераміки. Пріоритетом була підвищена стійкість виробів та яскравість основних кольорів, які були представлені в досить широкій колірній гамі. Втілення цих принципів можна побачити у серії його посуду Kilta. Під час її проектування Франк відмовився від багатьох традиційних елементів як от розпис, обідки у тарілок, ручки. Це зробило посуд більш компактним та багатофункціональним. Серія виготовлялась в 1953—1975 рокахі користувалась великою популярністю (було продано понад 25 мільйонів предметів), що зробило її одним з найбільш стійких образів щоденної домашньої атмосфери у Фінляндії.

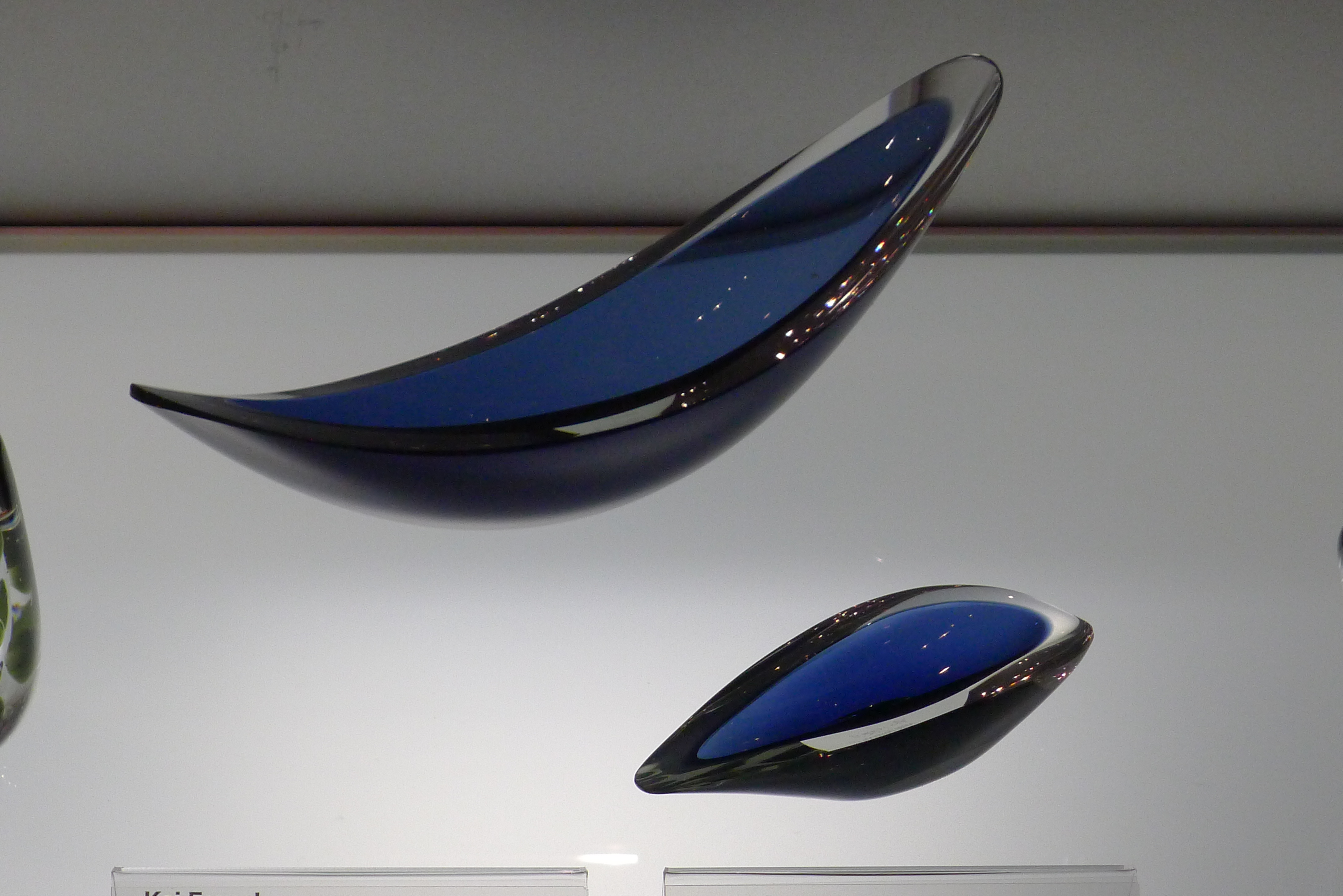
Художні об'єкти Lansetti та Pajunlehti (1950-ті рр.)

З 1981 року — виробництво розширеної та оновленої серії під назвою Teema було знову відкрито і досі продовжується компанією «Iittala». У цій серії посуду використання геометричних форм круга, конуса та прямокутника доведено до межі.